# Milladore (condado de Wood, Wisconsin)
Milladore es un pueblo ubicado en el condado de Wood en el estado estadounidense de Wisconsin. En el Censo de 2010 tenía una población de 690 habitantes y una densidad poblacional de 7,82 personas por km².

## Geografía
Milladore se encuentra ubicado en las coordenadas 44°38′55″N 89°53′52″O / 44.64861, -89.89778. Según la Oficina del Censo de los Estados Unidos, Milladore tiene una superficie total de 88.19 km², de la cual 88.14 km² corresponden a tierra firme y (0.06%) 0.05 km² es agua.

## Demografía
Según el censo de 2010, había 690 personas residiendo en Milladore. La densidad de población era de 7,82 hab./km². De los 690 habitantes, Milladore estaba compuesto por el 98.99% blancos, el 0.29% eran afroamericanos, el 0% eran amerindios, el 0% eran asiáticos, el 0% eran isleños del Pacífico, el 0.58% eran de otras razas y el 0.14% pertenecían a dos o más razas. Del total de la población el 1.45% eran hispanos o latinos de cualquier raza.